# 桐川镇
桐川镇，是中华人民共和国甘肃省庆阳市庆城县下辖的一个乡镇级行政单位。
2015年，甘肃省民政厅批复同意撤销桐川乡，设立桐川镇。

## 行政区划
桐川镇下辖以下地区：
郭旗村、崇河村、三合湾村、大滩村、党崾岘村、九条湾村、北塬头村、高庄村、郭家岔村、惠家庙村、唐崾岘村、张旗村、小塬子村和金家川村。